# 旭町 (川越市)
旭町（あさひちょう）は、埼玉県川越市に存在する町丁である。現行行政地名は、旭町一丁目～旭町三丁目である。郵便番号は350-1126。

## 地理
旭町は川越市内の中心地、川越駅の西口側に近い位置に存在する。当町の東端から順に一丁目・二丁目・三丁目の各丁が置かれている。また町域西端に西武新宿線が直線で引かれている。周辺の他の町丁・大字では、北に脇田本町、東に新宿町、南に大塚、西武線を挟んだ西側に脇田新町や広栄町とそれぞれ接する。

## 人口と世帯
2017年（平成29年）10月1日現在、川越市による旭町内の丁目別の世帯数と人口数はそれぞれ以下のとおりである。
|            | 世帯数    | 人口数  | 人口数  | 人口数  |
| 総人口     | 世帯数    | 男人口  | 女人口  |         |
| 旭町一丁目 | 991世帯   | 1,956人 | 967人   | 989人   |
| 旭町二丁目 | 693世帯   | 1,438人 | 720人   | 718人   |
| 旭町三丁目 | 1,076世帯 | 2,368人 | 1,143人 | 1,225人 |
| 合計       | 2,760世帯 | 5,762人 | 2,830人 | 2,932人 |

## 歴史
- 1965年（昭和40年）　-　旭町一～三丁目が成立。

（川越市の町名も参照）

## 小・中学校の学区
市立小・中学校に通う場合、学区は以下の通りとなる。
| 丁目       | 番地            | 小学校             | 中学校               |
| ---------- | --------------- | ------------------ | -------------------- |
| 旭町一丁目 | 1 12〜15 24〜27 | 川越市立中央小学校 | 川越市立富士見中学校 |
| 旭町一丁目 | その他          | 川越市立大塚小学校 | 川越市立城南中学校   |
| 旭町二丁目 | 全域            | 川越市立大塚小学校 | 川越市立城南中学校   |
| 旭町三丁目 | 全域            | 川越市立大塚小学校 | 川越市立城南中学校   |

## 交通

### 道路
- 国道16号
- 河岸街道（川越市道）[6]

国道16号も河岸街道も一丁目を通過している。どちらも、町域東端に川越駅西口方面へ延びる道路に交差する。

### バス
当町に西武バス（川越営業所）とコミュニティバスである川越シャトルが走り、以下の各停留所からそれぞれの系統のバスが利用できる。いずれの系統も川越駅西口または一部がその先の本川越駅発着である。
- 旭一丁目停留所
  - 西武バスの川越35･36系統が尚美学園大学、川越水上公園経由でかすみ野まで、川越シャトルの21・22系統が南大塚駅北口まで結んでいる。
- 新宿町 - 旭二丁目 - 市立川越高校前 - 旭町の各停留所
  - この四ヶ所はいずれも当町の東端と新宿町との境沿いに延びる道路（川越駅西口方面）上にある。いずれの停留所も西武バスの本53・54系統、川越61・62系統が担当し、本53・54は今福中台またはその先の川越営業所まで、川越61・62は南大塚駅南口またはその先の新狭山駅南口まで運行している。

### 鉄道
JR川越線と東武東上線の川越駅が西側にあり距離が一番近く徒歩でも辿りつく。また西武新宿線の本川越駅へ上記の一部のバスでの移動もできる。この他、南西方向にある西武線の南大塚駅（または新狭山駅）へも上の川越61・62系統または川越シャトルで移動ができるが距離的には川越駅等よりは少し遠い場所にある。西武線町域西端（脇田新町や広栄町との境）に北東（本川越駅側）から南西（南大塚駅側）に線路が直線で延びている。

## 施設
一丁目
- 東京電力脇田変電所
- 西武鉄道川越変電所
- 日本キリスト教団川越教会

二丁目
- 埼玉県川越県土整備事務所
- 川越市立川越高等学校

三丁目
- あさひ幼稚園